# سورة الأنفال

## المقدمة
سورة الأنفال هي السورة الثامنة في ترتيب المصحف، وهي مع سورة التوبة تعتبران من سور السبع الطوال، أما آياتها فهي (خمس وسبعون)، وكلماتها (ألف وستمائة وإحدى وثلاثون كلمة)، وحروفها (خمسة آلاف ومائتان وأربعة وتسعون حرفاً) ، وهي من السور المدنية ، وقد ذهب بعض العلماء إلى القول بأن بعض آياتها مكية وهي الآيات من (30-36)، وذلك لوجود بعض الإشارات التي أشارت إليها السورة في سياقها مما له صلة بالعهد المكي، من خلال ذكر صور من حياة الرسول (صلى الله عليه وسلم)، وحياة أصحابه في مكة، والذي ترتاح إليه النفس أن سورة الأنفال جميعها مدنية.
وقد نزلت سورة الأنفال بعد سورة البقرة ، تبدأ السورة بفعل مضارع، اهتمت السورة بأحكام الأسرى والغنائم ونزلت بعد غزوة بدر، وهي في الجزء"9" الحزب "18" الربع "1,2".، ونزلت سورة الأنفال في غزوة بدر الكبرى ، وسمى الله يومها﴿يَوۡمَ ٱلۡفُرۡقَانِ يَوۡمَ ٱلۡتَقَى ٱلۡجَمۡعَانِۗ﴾ .

## أسماء السورة ‌‌ومناسبة التسمية
1. الأنفال: سميت بذلك لأن الأنفال: هي الغنائم (مكاسب الحرب) التي أحرزها المسلمون في هذه الغزوة.[7]
2. بدر: سميت بهذا الاسم، لأنها تحدثت عن غزوة بدر الكبرى.[8]
3. القتال: سميت بذلك لأنها تحدثت عن أول قتال في الإسلام.[7]
4. الفرقان: سميت بالفرقان لأن الله تعالى سمَّى يومها بيوم الفرقان.[7]

## فضلها وما جاء فيه
1. قول النبي -صلى الله عليه وسلم-: (إن الله أطلَّع على أهل بدر فقال: "‌اعْمَلُوا ‌مَا ‌شِئْتُمْ ‌فَقَدْ ‌غَفَرْتُ ‌لَكُمْ").[9]
2. جاء جبريل عليه السلام إلى النبي -صلى الله عليه وسلم- فقال: "مَا تَعُدُّونَ أَهْلَ بَدْرٍ فِيكُمْ؟ قَالَ: (مِنْ أَفْضَلِ الْمُسْلِمِينَ). أَوْ كَلِمَةً نَحْوَهَا، قَالَ: ‌وَكَذَلِكَ ‌مَنْ ‌شَهِدَ ‌بَدْرًا ‌مِنَ ‌الْمَلَائِكَةِ".[10]

## مواضيع السورة
1. التحذير من الفرار من المعركة وعند لقاء العدو.
2. الأمر بالسمع والطاعة لله ولرسوله -صلى الله عليه وسلم-.
3. بيان أن حياة القلب والسعادة في الاستجابة لله ولرسوله -صلى الله عليه وسلم-.
4. التحذير من إفشاء سِر الأمَّة؛ لأنه خيانة لله ولرسوله -صلى الله عليه وسلم-.
5. بيان ثمرة التقوى.
6. بيان أسباب النصر.[11]

## موافقة أول السورة لآخرها
- بدأت سورة الأنفال بذكر مكاسب غزوة بدر من الأنفال:﴿يَسْأَلُونَكَ عَنِ الْأَنْفَالِ قُلِ الْأَنْفَالُ لِلَّهِ وَالرَّسُولِ فَاتَّقُوا اللَّهَ وَأَصْلِحُوا ذَاتَ بَيْنِكُمْ وَأَطِيعُوا اللَّهَ وَرَسُولَهُ إِنْ كُنْتُمْ مُؤْمِنِينَ ۝١﴾ [الأنفال:1] .
- وختمت السورة أيضاً بذكر مكسب من مكاسب المعركة وهو الأسرى: ﴿يَا أَيُّهَا النَّبِيُّ قُلْ لِمَنْ فِي أَيْدِيكُمْ مِنَ الْأَسْرَى إِنْ يَعْلَمِ اللَّهُ فِي قُلُوبِكُمْ خَيْرًا يُؤْتِكُمْ خَيْرًا مِمَّا أُخِذَ مِنْكُمْ وَيَغْفِرْ لَكُمْ وَاللَّهُ غَفُورٌ رَحِيمٌ ۝٧٠﴾ [الأنفال:70] .
وبدأت بذكر القتال، وختمت بذكر القتال أيضاً، وذلك لأن السورة تتحدث عن الجهاد في سبيل الله، وبعض أحكامه.

## فوائد ولطائف سورة الأنفال
1. تأكيد السورة على وحدة الأمة، وبيان أن تأليف القلوب لا يمكن أن يُشترى ﴿ولو أَنفَقۡتَ مَا فِي ٱلۡأَرۡضِ جَمِيعٗا﴾ ، وإنما هو نعمة وفضل من الله تعالى.[12]
2. إن الله تبارك تعالى لما ذكر مكر الكفار قال: ﴿وَيَمۡكُرُونَ وَيَمۡكُرُ ٱللَّهُۖ وَٱللَّهُ خَيۡرُ ٱلۡمَٰكِرِينَ﴾ ، لبيان أنَّ (المكر) ليس بصفة سيئة كما يظنه البعض ويعتقده، وإنما المراد منه (الكيد للعدو)، وعندما ذكر سبحانه وتعالى خيانة الكفار قال: وَإِن يُرِيدُواْ خِيَانَتَكَ فَقَدۡ خَانُواْ ٱللَّهَ مِن قَبۡلُ فَأَمۡكَنَ مِنۡهُمۡ ﴿وَإِن يُرِيدُواْ خِيَانَتَكَ فَقَدۡ خَانُواْ ٱللَّهَ مِن قَبۡلُ فَأَمۡكَنَ مِنۡهُمۡ﴾؛ وذلك لأن (الخيانة) صفة ذميمة لا تليق به سبحانه وتعالى، فلم يقل (فخانهم الله).[12]
3. ومن لطائفها أيضاً أن الطُّغاة مهما اجتهدوا في إسكات الحق، فإنَّه لا محالة ظاهر، والله تعالى يتم نوره ولو كره المجرمون![12] قال تعالى: ﴿وَإِذْ يَمْكُرُ بِكَ الَّذِينَ كَفَرُوا لِيُثْبِتُوكَ أَوْ يَقْتُلُوكَ أَوْ يُخْرِجُوكَ وَيَمْكُرُونَ وَيَمْكُرُ اللَّهُ وَاللَّهُ خَيْرُ الْمَاكِرِينَ ۝٣٠﴾ [الأنفال:30] .
4. ومن فوائدها ولطائفها أن الله تعالى إذا فتح للإنسان بابًا لفهم الكتاب، والعمل به، فليستمسك به، فإنه علامة خير وبركة، ألا ترى أن الله تعالى قال عن قومٍ: ﴿وَلَوۡ عَلِمَ ٱللَّهُ فِيهِمۡ خَيۡرٗا لَّأَسۡمَعَهُمۡۖ﴾ .
5. بدأت السورة بسؤال الصحابة عن (الأنفال)، ولما كانت الأنفال من الدنيا، عاتبهم الله في اختلافهم فيها، وأرشدهم إلى تقواه سبحانه، ألا يختلفوا بسبب الدنيا.[12]

## سبب نزول السورة
إن المسلمين اختلفوا في قسمة غنائم "بدر" فسأَلوا رسول الله -صلى الله عليه وسلم- كيف تقسم، ولمن الحكم في قسمتها، للمهاجرين، أَم للأَنصار، أَم لهم جميعًا، فنزلت الآية لبيان أَن الحكم في قسمتها بين المقاتلين يرجع إِلى الله ورسوله.
وقد وردت ثلاثة أقوال في سبب نزول قوله تعالى
﴿يَسْأَلُونَكَ عَنِ الْأَنْفَالِ قُلِ الْأَنْفَالُ لِلَّهِ وَالرَّسُولِ فَاتَّقُوا اللَّهَ وَأَصْلِحُوا ذَاتَ بَيْنِكُمْ وَأَطِيعُوا اللَّهَ وَرَسُولَهُ إِنْ كُنْتُمْ مُؤْمِنِينَ ۝١﴾ [الأنفال:1]، وهذه الأقوال هي:
1. عن سعد بن أبي وقاص رضي الله عنه قال: نزلت فيَّ أربع آيات. أصبت سيفًا فأتى به النبي صلى الله عليه وسلم. فقال: يا رسول اللَّه نفِّلنيه. فقال: (ضعه ثم قام فقال له النبي صلى الله عليه وسلم: (ضعه من حيث أخذتَه). ثم قام فقال: نفلنيه يا رسول اللَّه فقال: (ضعه) فقام. فقال: يا رسول اللَّه نفلنيه. أَأُجعل كمن لا غناء له؟ فقال له النبي صلى الله عليه وسلم: (ضعه من حيث أخدْته) قال: فنزلت هذه الآية: (يَسْأَلُونَكَ عَنِ الْأَنْفَالِ قُلِ الْأَنْفَالُ لِلَّهِ وَالرَّسُولِ﴿يَسْأَلُونَكَ عَنِ الْأَنْفَالِ قُلِ الْأَنْفَالُ لِلَّهِ وَالرَّسُولِ﴾).[13]
2. عن عبادة بن الصامت قال: خرجنا مع النبي صلى الله عليه وسلم فشهدت معه بدرًا فالتقى الناس فهزم الله تبارك وتعالى العدو فانطلقت طائفة في آثارهم يهزمون ويقتلون فأكبت طائفة على العسكر يحوونه ويحمونه وأحدقت طائفة برسول الله صلى الله عليه وسلم لا يصيب العدو منه غرة حتى إذا كان الليل وفاء الناس بعضهم إلى بعض قال الذين جمعوا الغنائم نحن حوّيناها وجمعناها فليس لأحد فيها نصيب، وقال الذين خرجوا في طلب العدو لستم بأحق بها منا نحن نفينا عنها العدو وهزمناهم، وقال الذين أحدقوا برسول الله صلى الله عليه وسلم لستم بأحق بها منا نحن أحدقنا برسول الله صلى الله عليه وسلم وخفنا أن يصيب العدو منه غره واشتغلنا به فنزلت: ﴿يَسْأَلُونَكَ عَنِ الْأَنْفَالِ قُلِ الْأَنْفَالُ لِلَّهِ وَالرَّسُولِ فَاتَّقُوا اللَّهَ وَأَصْلِحُوا ذَاتَ بَيْنِكُمْ﴾، فقسمها رسول الله صلى الله عليه وسلم على فواق بين المسلمين قال: وكان رسول الله صلى الله عليه وسلم إذا أغار في أرض العدو نفل الربع، وإذا أقبل راجعًا وكل الناس نفل الثلث، وكان يكره الأنفال ويقول ليرد قوي المؤمنين على ضعيفهم.[14]
3. من حديث ابن عبَّاسٍ رضي الله عنهما قال: قال رسول الله صلى الله عليه وسلم يوم بدر: من فعل كذا وكذا فله من النفل كذا وكذا قال: فتقدم الفتيان ولزم المشيخة الرايات فلم يبرحوها، فلما فتح اللَّه عليهم قال المشيخة كنا ردءًا لكم لو انهزمتم لفئتم إلينا، فلا تذهبوا بالمغنم ونبقى فأبى الفتيان وقالوا: جعله رسول الله صلى الله عليه وسلم لنا فأنزل اللَّه: ﴿يَسْأَلُونَكَ عَنِ الْأَنْفَالِ قُلِ الْأَنْفَالُ لِلَّهِ وَالرَّسُولِ﴾.. إلى قوله: ﴿كَمَا أَخْرَجَكَ رَبُّكَ مِنْ بَيْتِكَ بِالْحَقِّ وَإِنَّ فَرِيقًا مِنَ الْمُؤْمِنِينَ لَكَارِهُونَ﴾، يقول: فكان ذلك خيرًا لهم فكذلك أيضًا فأطيعوني فإني أعلم بعاقبة هذا منكم.[15]

وأقرب حديث من الأحاديث الثلاثة الآنفة الذكر في سبب نزول الآيات الكريمة هو حديث ابن عبَّاسٍ -رضي الله عنهما- في اختلاف الصحابة وتنازعهم يوم بدر في الغنائم، وذلك لصحة سنده، وموافقته لسياق القرآن، واعتماد جمهور العلماء عليه كما قاله الشنقيطي، واللَّه تعالى أعلم.

## تاريخ نزول السورة
نزلت سورة الأنفال بعد سورة البقرة، وكان نزولها بعد غزوة بدر، وكانت غزوة بدر في السنة الثانية من الهجرة، فتكون سورة الأنفال من السّور التي نزلت بين غزوة بدر وصلح الحديبية.

## مقاصد السورة
قررت سورة الأنفال العديد من المقاصد والأحكام المتعلقة بالقتال والغنائم، وقواعد التشريع، وسنن التكوين والاجتماع، والولاية العامة والخاصة، والعهود، وصلة الأرحام، وأصول الحكم المتعلقة بالأنفس ومكارم الأخلاق والآداب. هذا ما قصدت إليه السورة من حيث الجملة.

## مناسبتها لما قبلها وما بعدها
إن مناسبة سورة الأنفال لسورة الأعراف التي قبلها: أنّها (أي سورة الأنفال) في بيان أحوال النبي -صلى الله عليه وسلم- مع قومه، وسورة الأعراف مبينة لأحوال الرسل مع أقوامهم.
وجاءَ في الأعراف: أَن القرآن هدى ورحمة، وذلك في قوله تعالى:﴿هَذَا بَصَائِرُ مِنْ رَبِّكُمْ وَهُدًى وَرَحْمَةٌ لِقَوْمٍ يُؤْمِنُونَ﴾، كما جاءَ فيها الأَمر بالاستماع له إِذا قرئ، وذلك في قوله تعالى: ﴿وَإِذَا قُرِئَ الْقُرْآنُ فَاسْتَمِعُوا لَهُ وَأَنْصِتُوا﴾.
وجاءَ في الأَنفال: ذكر حال المؤمنين عند ذكر الله فيه، وذلك قوله تعالى: ﴿إِنَّمَا الْمُؤْمِنُونَ الَّذِينَ إِذَا ذُكِرَ اللهُ وَجِلَتْ قُلُوبُهُمْ﴾، إِلى غير ذلك من المناسبات.
وقدمت سورة الأَنفال على التوبة لتصديرها بالبسملة، وحذفها من التوبة ليكونا كسورة واحدة فإِن موضوعهما واحد.

## المحتوى العام للسورة
بدأت سورة الأنفال ببيان حكم أثر من آثار القتال وهو الغنائم، وأن المرجع في هذه الغنائم هو لله والرسول، وذلك لأن الله هو مالك كل شيء، ورسوله هو خليفته، ثم بعد ذلك أمر الله المؤمنين بثلاثة أوامر، وهي أوامر مهمة جداً في موضوع الجهاد:
1. التقوى: فالجهاد إذا لم ينشأ عن تقوى فليس جهاداً.
2. إصلاح ذات البين: الجهاد يحتاج إلى وحدة صف، ومن ثم فلا بد من إصلاح ذات البين.
3. الطاعة لله والرسول صلى الله عليه وسلم: الانضباط هو الأساس في الجهاد. إذ لا جهاد بلا انضباط، فبين الله عز وجل أن الطاعة لله والرسول -صلى الله عليه وسلم- علامة الإيمان.

ثم حدد الله عز وجل صفات المؤمنين الحقيقيين:
- الصفة الأولى: بأنهم الذين إذا ذكر الله فزعت قلوبهم، وخافت وفرقت.
- الصفة الثانية: وإذا قرئ عليهم القرآن ازداد إيمانهم ونما.
- الصفة الثالثة: هي التوكل على الله، فلا يرجون سواه، ولا يقصدون إلا إياه، ولا يلوذون إلا بجنابه، ولا يطلبون الحوائج إلا منه، ولا يرغبون إلا إليه، ويعلمون أن ما شاء كان، وما لم يشأ لم يكن، وأنه المتصرف في الخلق وحده لا شريك له، ولا معقب لحكمه، وهو سريع الحساب.
- الصفة الرابعة: إقامة الصلاة، بالمحافظة على مواقيتها ووضوئها وركوعها وسجودها، ومن ذلك إسباغ الطهور فيها، وتمام ركوعها وسجودها، وتلاوة القرآن فيها، والتشهد والصلاة على النبي صلى الله عليه وسلم.
- الصفة الخامسة: الإنفاق مما رزقهم الله، وذلك يشمل إخراج الزكاة وسائر الحقوق للعباد من واجب ومستحب، والخلق كلهم عباد الله فأحبهم إلى الله أنفعهم لخلقه.

ثم بين الله عز وجل أن المتصفين بهذه الصفات هم المؤمنون حق الإيمان، وأن لهم عند الله منازل ومقامات ودرجات في الجنات، وأن الله سيغفر لهم السيئات، ويشكر الحسنات، وسيجزيهم على الخيرات.

## ما ورد فيها من ناسخ ومنسوخ
جملة ما في هذه السورة من المنسوخ ست آيات:
1. قوله تعالى: ﴿يَسْئَلُونَكَ عَنِ الْأَنْفالِ..﴾ ، نسخت بقوله تعالى: ﴿وَاعْلَمُوا أَنَّما غَنِمْتُمْ مِنْ شَيْءٍ فَأَنَّ لِلَّهِ خُمُسَهُ﴾ .
2. قوله تعالى: ﴿وَما كانَ اللَّهُ لِيُعَذِّبَهُمْ وَأَنْتَ فِيهِمْ﴾، منسوخة، وناسخها قوله تعالى: ﴿وَما لَهُمْ أَلَّا يُعَذِّبَهُمُ﴾.
3. قوله تعالى: ﴿قُلْ لِلَّذِينَ كَفَرُوا إِنْ يَنْتَهُوا يُغْفَرْ لَهُمْ ما قَدْ سَلَفَ﴾، منسوخة، وناسخها قوله تعالى: ﴿وَقاتِلُوهُمْ حَتَّى لا تَكُونَ فِتْنَةٌ﴾.
4. قوله تعالى: ﴿وَإِنْ جَنَحُوا لِلسَّلْمِ فَاجْنَحْ لَها﴾، منسوخة، وناسخها قوله تعالى: ﴿قاتِلُوا الَّذِينَ لا يُؤْمِنُونَ بِاللَّهِ وَلا بِالْيَوْمِ الْآخِرِ﴾، من سورة التوبة.
5. قوله تعالى: ﴿إِنْ يَكُنْ مِنْكُمْ عِشْرُونَ صابِرُونَ يَغْلِبُوا مِائَتَيْنِ﴾، منسوخة، وناسخها قوله تعالى: ﴿الْآنَ خَفَّفَ اللَّهُ عَنْكُمْ وَعَلِمَ أَنَّ فِيكُمْ ضَعْفًا﴾.
6. قوله تعالى: ﴿وَالَّذِينَ آمَنُوا وَلَمْ يُهاجِرُوا ما لَكُمْ مِنْ وَلايَتِهِمْ مِنْ شَيْءٍ حَتَّى يُهاجِرُوا﴾ ، وذلك أنهم كانوا يتوارثون بالهجرة لا بالنسب، ثم نسخ ذلك بقوله تعالى: ﴿وَأُولُوا الْأَرْحامِ بَعْضُهُمْ أَوْلى بِبَعْضٍ فِي كِتابِ اللَّهِ إِنَّ اللَّهَ بِكُلِّ شَيْءٍ عَلِيمٌ﴾.

## القراءات لبعض الكلمات الواردة في السورة
1. قوله عز وجل: {مُرْدَفَين} {مُرْدِفين}: قرأ ورش: {مُرْدَفَين} بفتح الدال على ما لم يسم فاعله، كأنهم أردفوا، أي أردفهم الله لنصرتكم وهو اسم مفعول من أردف[20] ، وقرأ حفص: {مرْدِفين} بكسر الدال، على تسمية الفاعل، والتقدير أنهم أردفوا غيرهم أي: أركبوا خلفهم ملائكة أخر، أو بمعنى أنهم يأتون فرقة بعد فرقة.[21]
2. قوله عز وجل: ﴿إِذْ يغْشِيكُمُ النُّعَاسَ أَمَنَةً مِّنْه﴾﴿إِذْ يُغَشِّيكُمُ النُّعَاسَ أَمَنَةً مِّنْهُ﴾: قرأ ورش: {إِذْ يغْشِيكُمُ} بضم الياء وجزم الغين وكسر الشين[22]، وقرأ حفص: {إِذْ يُغَشِّيكُمُ} بضم الياء وفتح الغين، مشددة الشين، والقراءتان بمعنى واحد وهو التغطية والشمول.
3. قوله عز وجل: ﴿وَأَنَّ اللهَ مُوَهِّنٌ كَيْدَ الْكَافِرِينَ﴾﴿وَأَنَّ اللهَ مُوهِنُ كَيْدِ الْكَافِرِينَ﴾: قرأ ورش: {مُوَهِّنٌ كَيْدَ} بفتح الواو وتشديد الهاء منونة، على أنه اسم فاعل من وهّنَ يوهّن توهينا.[23] ونصب {كَيْدَ} لأنه مفعول به لاسم الفاعل[24] ؛ وقرأ حفص: {مُوهِنُ كَيْدِ} بالتخفيف والإضافة، وهو اسم فاعل من أوهن يوهن[25] ، والقراءتان ترجعان إلى معنى واحد أي أن الله هو المضعف كيد الماكرين.
4. قوله عز وجل: ﴿وَيَحْيَى مَنْ حَيِيَ عَن بَيِّنَةٍ﴾ ﴿وَيَحْيَى مَنْ حَيَّ عَن بَيِّنَةٍ﴾: قرأ ورش: {حَيِيَ} بياءين الأولى مكسورة والثانية مفتوحة. وقرأ: حفص {حَيَّ} بياء واحدة مشددة، على الإدغام، والقراءتان بمعنى واحد.[26]
5. قوله عز وجل: ﴿وَلَاتَحْسِبَنَّ الَّذِينَ كَفَرُواْ سَبَقُواْ﴾﴿وَلَا يَحْسَبَنَّ الَّذِينَ كَفَرُواْ سَبَقُواْ﴾: قرأ ورش: {وَلَاتَحْسِبَنَّ} بالتاء مع كسر السين، وقرأ حفص: {يَحْسَبَنَّ} بالياء وفتح السين.[27]
6. قوله عز وجل: ﴿وَإِن تكُن مِّنكُم مِئَةٌ﴾﴿وَإِن يَكُن مِّنكُم مِئَةٌ﴾: قرأ ورش: {وَإِن تكُن} بالتاء في الآيتين على التأنيث، وقرأهما حفص: {وَإِن يَكُن} بالياء[28] ، قال الزجاج: (من أنث فللفظ المائة، ومن ذكر فلأن المائة وقعت على عدد مذكر).[29]
7. قوله عز وجل: ﴿وَعَلِمَ أَنَّ فِيكُمْ ضُعْفاً﴾﴿وَعَلِمَ أَنَّ فِيكُمْ ضَعْفاً﴾: قرأ ورش: {ضُعْفاً} بضم الضاد[30]، وقرأ حفص: {ضَعْفاً} بفتح الضاد ؛ والضم لغة قريش وهو مصدر ضَعُفَ مثل " قرب قُرباً، والفتح لغة تميم". وهو مصدر ضَعُفَ ضَعفاً.[31] قال الزجاج: (والمعنى في القراءتين واحد، يقال: هو الضَعْف والضُعف والمَكْث والمُكْث والفَقر والفُقر).[29]

## وصلات خارجية
- سورة الأنفال المصحف الإلكتروني نسخة محفوظة 14 ديسمبر 2017 على موقع واي باك مشين. - موقع www.e-quran.com
- سورة الأنفال تجويد-تفسير - موقع Altafsir.com
- تفسير سورة الأنفال - تعريف بالسورة - الشيخ صلاح الخالدي - موقع ar.islamway.net